# قطعنامه ۱۷۵۸ شورای امنیت
قطعنامه  ۱۷۵۸ شورای امنیت سازمان ملل متحد که در تاریخ ۱۵ ژوئن ۲۰۰۷ تصویب شد، سندی بین‌المللی دربارهٔ بررسی وضعیت در قبرس است. این قطعنامه طی نشست ۵۶۹۶ام با ۱۵ رای موافق، ۰ مخالف و ۰ ممتنع تصویب شد.